# Большеглазая белокровка
Большеглазая белокровка (лат. Channichthys bospori) — морская автохтонная субантарктическая придонно-пелагическая рыба из семейства белокровковых (Channichthyidae) отряда окунеобразных (Perciformes). Латинское название вида — «bospori» было дано в 1995 году украинским ихтиологом Г. А. Шандиковым, впервые описавшим этот вид как новый для науки и назвавшем его в честь города Керчь (Крым), где находится научно-исследовательский институт ЮгНИРО, занимающийся исследованиями в Антарктике. Новый вид белокровной рыбы был найден в 1990 году во время экспедиции ЮгНИРО на научно-исследовательском судне «Профессор Месяцев» в район островов Кергелен. Научное название вида происходит от латинизированного греческого имени «Боспор» (Βόσπορος — Bosporus) — античного названия Керченского пролива (Боспор Киммерийский) и древнегреческого Боспорского царства, располагавшегося на месте современной Керчи. Русское название вида (как и английское «big-eyed icefish») обусловлено относительно крупными глазами у этой рыбы в сравнении с большинством других видов рода. 
C. bospori — среднего размера прибрежная рыба общей длиной не более 41 см. Является эндемиком вод Индийского океана, омывающих острова архипелага Кергелен. Возможно, также встречается у островов Хёрд и Макдональдс, а также на серии подводных поднятий — гайотов (банок), расположенных в Индоокеанском секторе Субантарктики в районе подводного хребта Кергелен. Кроме C. bospori род носорогих белокровок (Channichthys) включает еще 8 эндемичных для Кергелена видов белокровковых рыб.
Согласно схеме зоогеографического районирования по донным рыбам, предложенной А. П. Андрияшевым и А. В. Нееловым, указанный выше район находится в границах зоогеографического округа Кергелен-Хёрд Индоокеанской провинции Антарктической области.
Как и у других носорогих белокровок у C. bospori имеется хорошо развитый ростральный шип («рог») в передней части рыла. Для неё, как и для всех прочих белокровковых рыб, также характерно отсутствие чешуи на теле (кроме боковых линий) и обладание уникальным явлением среди всех позвоночных, свойственным только 25 видам рыб этого семейства, — наличием «белой» крови, представляющей собой слегка желтоватую плазму, лишённую эритроцитов и гемоглобина. Подобное явление объясняется адаптацией предковых форм белокровковых рыб к суровым условиям Антарктики и, соответственно, к снижению температуры воды в Южном океане до отрицательных значений, близких к точке замерзания (–1,9 °C).
Большеглазая белокровка может встречаться в качестве прилова при промысле в районе островов Кергелен щуковидной белокровки Chamsocephalus gunnari Lönnberg, 1905, больше известной под коммерческим названием «ледяная рыба».

## Характеристика большеглазой белокровки

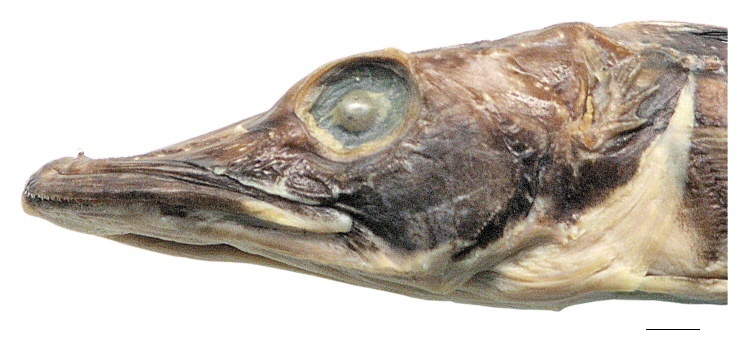
Голова C. bospori

От прочих видов рода Channichthys отличается следующим комплексом признаков. В первом спинном плавнике 6—7 гибких колючих лучей, из которых первые 3 луча наибольшие; во втором спинном плавнике 34 луча; в анальном плавнике 30—32 луча; в грудном плавнике 19—21 луча; в дорсальной (верхней) боковой линии 72—83 трубчатых костных членика (чешуй), в задней части медиальной (срединной) боковой линии 7—23 трубчатых костных членика (чешуи), в передней части — 4—24 прободенных округлых, хорошо развитых костных бляшек; в нижней части жаберной дуги 2 ряда тычинок: общее число тычинок 23—31, из них 11—17 во внешнем ряду и 12—16 — во внутреннем; позвонков 56—57, из них 22—24 туловищных и 33—34 хвостовых.
Первый спинной плавник высокий, его высота содержится 3,0—3,8 раза в стандартной длине рыбы, более или менее треугольный по форме (не трапециевидный), с очень низкой плавниковой складкой, достигающей по высоте уровня не выше 3/4 длины наибольших колючих лучей. Первый и второй спинные плавники разделены широким междорсальным промежутком. Межглазничное пространство умеренной ширины (17—20 % длины головы), вогнутое или относительно плоское, обычно несколько меньше или равно диаметру орбиты. Глаз большой, диаметр орбиты составляет 19—21 % длины головы или 42—46 % длины рыла. Внешние края лобных костей умеренно подняты над орбитой. Задний край челюстной кости простирается назад до вертикали, проходящей через переднюю треть или середину орбиты.
Грануляция (туберкуляция) на теле, за исключением верха головы, очень сильная: отсутствует на верхней челюсти, на передней половине нижней челюсти, хорошо развита на гибких колючих лучах первого спинного плавника, лучах жаберной перепонки и первых 4-х лучах брюшного плавника, которые плотно покрыты мелкими шиповатыми костными гранулами, придающими рыбе шершавость.
Прижизненная общая окраска варьирует от светло- до темно-серой или почти черной. У самцов окраска более темная на боках головы и на туловище — в виде широкой продольной полосы книзу от медиальной линии (очевидно проявление брачного наряда). Окраска нижней части тела главным образом белая. Лучи и плавниковая складка первого спинного плавника темные, почти черные. Лучи грудного, второго спинного и хвостового плавников темные или темно-серые, плавниковые складки светлые. Анальный плавник беловатый. Брюшные плавники сверху темные, снизу светлые. 

## Распространение и батиметрическое распределение
Известный ареал вида охватывает прибрежные морские воды, окружающие острова Кергелен (эндемик). Относительно мелководный вид, отмеченный в уловах 2 донных тралов в 1990 году на глубинах 126—228 м.

## Размеры
Относится к группе среднеразмерных видов рода Channichthys. Наиболее крупные самки достигают 410 мм общей длины и 361 мм стандартной длины. Размеры наиболее крупных самцов не превышают 391 мм общей длины и 347 мм стандартной длины.

## Образ жизни
Судя по особенностям внешней морфологии — пелагизированной форме тела и пелагической окраске, ведёт придонно-пелагический образ жизни. Большое количество хорошо развитых, плотно покрытых зубчиками тычинок, расположенных в 2 ряда на нижней части первой жаберной дуги, даёт основание предполагать, что этот вид является зоопланктофагом.
Недавно отнерестившаяся самка и зрелые (текучие) гонады самцов, пойманных 19 июля и 6 августа 1990 года, свидетельствуют о наличии зимнего нереста (южного полушария) — в июле—августе.